# Clara Honsinger
Clara Honsinger, née le 5 juin 1997 à Ashland, est une coureuse cycliste américaine spécialiste du cyclo-cross.

## Palmarès en cyclo-cross
- 2017-2018
  -  Médaillée d'argent du championnat panaméricain de cyclo-cross espoirs
  - 2e du championnat des États-Unis de cyclo-cross espoirs
- 2018-2019
  -  Championne panaméricaine de cyclo-cross espoirs
  -  Championne des États-Unis de cyclo-cross espoirs
  - US Open of Cyclocross #1, Boulder City
  - US Open of Cyclocross #2, Boulder City
- 2019-2020
  -  Championne des États-Unis de cyclo-cross
  - FayetteCross #2, Fayetteville
  - US Open of Cyclocross #2, Boulder City
  - Major Taylor Cross Cup #1, Indianapolis
  - Major Taylor Cross Cup #2, Indianapolis
  -  Médaillée d'argent du championnat panaméricain de cyclo-cross
- 2020-2021
  - 4e du championnat du monde de cyclo-cross
- 2021-2022
  -  Championne des États-Unis de cyclo-cross
  - USCX Cyclocross Series #3 Charm City Cross Day 1, Baltimore
  - X²O Badkamers Trofee #1, Audenarde
- 2022-2023
  -  Championne des États-Unis de cyclo-cross
  - Trek Cup, Waterloo
  - Coupe de France #1, Nommay
  - Coupe de France #2, Nommay
- 2023-2024
  -  Championne des États-Unis de cyclo-cross
  - Kings CX Day 1, Mason
  - Thunder Cross, Missoula
  -  Médaillée d'argent du championnat panaméricain de cyclo-cross
  - 7e du championnat du monde de cyclo-cross en relais mixte
  - 8e du championnat du monde de cyclo-cross